# Mikón z Atén
Mikón z Atén (Μίκων, také Mikón starší, Micon, Nikon nebo Nicon) byl starořecký malíř, činný kolem poloviny 5. století př. n. l.

## Život a dílo
Bývá spojován s malířem Polygnótem z Thasu, se kterým společně namaloval dekoraci na dvojité sloupořadí slavné stoy, zvané Stoa poikilé, na náměstí v Athénách. Společně namalovali také obraz Bitva u Marathónu a další bitevní scény. V Aténách maloval ještě v Anakeionu.
z Jeho sochařských děl údajně vynikla socha Kallias v Olympii.
Jeho dcera Timareté z Atén byla rovněž malířkou.

## Hrob
Jeho údajný hrob v Aténách nalezl a nakreslil Salomon Gessner a podle jeho předlohy namaloval Antonín Mánes.